# V Capricorni
V Capricorni är en pulserande variabel av Mira Ceti-typ  i stjärnbilden Stenbocken.
Stjärnan varierar mellan visuell magnitud +8,2 och 14,9 med en period av 276,8 dygn.